# Lupstein
Lupstein é uma comuna francesa na região administrativa de Grande Leste, no departamento Baixo Reno. Estende-se por uma área de 7,79 km². Em 2010 a comuna tinha 813 habitantes (densidade: 104,4 hab./km²).